# The Bangles
Бaнглс (eng. The Bangles; амерички поп рок бенд, настао у Лос Анђелесу, Калифорнија, 1981. год.) је женски музички састав. Снимио је неколико музичких хитова који су се нашли на U.S. Top 10 током осамдесетих година двадесетог века.

## Састав бенда
На почетку су чланице бенда биле његови оснивачи Сузана Хофс (вокал и риам гитара), Деби Петерсон (бубњеви и вокал), и  Вики Петерсон (водећа гитара и вокал), заједно са Мишел Стил (бас и вокал) .Бенд је био део  Paisley Underground сцене у Лос Анђелесу, на којој су наступале групе под утицајем рока из шездесетих. Од јуна 2018, бенд чине Хофс, Деби и Вики Петерсон и Анета Зилинскенс.

## Историјат
Бенд је 1981. најпре наступао под називом „The Colours”,  затим под именом „The Bangs”, да би 1982.променио назив у „Bangles”, под којим и данас наступа. Од 1981. до 1989, када  су се чланице бенда разишле, објавиле су три албума, „All over the place”, „Different Light” i „Everything”. Бенд је снимио неколико синглова који су сврстани међу  US Top 10 током осамдесетих, укључујући „Manic Monday” (1986);  водећи хит „ Walk Like an Egyptian " (1986); „ A Hazy Shade of Winter " (1987); „ In Your Room " (1988); водећи хит „ Eternal Flame ” (1990). Група се званично поново окупила 1998. ради снимања песме за филм Остина Пауерса „The Spy Who Shagged Me” .Од тада, до 2019, су објавиле  два албума, „ Doll Revolution“ и  „Sweetheart of the Sun“.

## Освојене награде
Годишње награде:            
- 1987. награда Brit Awards за најбољу интернационалну    групу
- 1987.  Награда American video   " Walk Like an Egyptian "      -најбоље извођење -група
- 2015.   -She Rocks       -награда за животно дело

### Номинације:
- 1987. -Smash Hits Poll Winners Party - за групу у успону
- 1987.   -MTV Video Music Awards       -најбољи видео-група и   најбоља кореографија
- 1988.   -" Hazy Shade of Winter " - најбољи видео из филма
- 1988.   - Nickelodeon's Kids Choice Awards  - омиљена музичка група
- 1988.   -Pollstar Concert Industry Awards       -Next Major Arena Headliner
- 1989.   -Smash Hits Poll Winners Party -најбоља група